# Cereus comarapanus
Cereus comarapanus ist eine Pflanzenart in der Gattung Cereus aus der Familie der Kakteengewächse (Cactaceae). Das Artepitheton comarapanus verweist auf das Vorkommen der Art bei Comarapa.

## Beschreibung
Cereus comarapanus wächst baumförmig, ist reich verzweigt und erreicht Wuchshöhen von 3 bis 4 Meter. Es wird ein deutlicher Stamm ausgebildet. Die zylindrischen, blaugrünen Triebe sind in 20 bis 80 Zentimeter lange Segmente gegliedert, die Durchmesser von 15 bis 20 Zentimeter aufweisen. Es sind sechs Rippen mit einer Höhe von 7 bis 8 Zentimetern vorhanden. Die darauf befindlichen runden Areolen sind hellgrau. Die drei bis vier nadeligen Dornen sind abwärts gerichtet und entspringen dem unteren Teil der Areolen. Sie weisen eine Länge von 5 bis 20 Millimeter auf.
Die weißen Blüten sind bis zu 13 Zentimeter lang. Die 8 bis 9 Zentimeter langen, eiförmigen Früchte sind dunkel bläulichpurpurfarben. Sie enthalten ein magentafarbenes Fruchtfleisch.

## Verbreitung und Systematik
Cereus comarapanus ist in den bolivianischen Departamentos Chuquisaca und Santa Cruz in Höhenlagen von 400 bis 1500 Metern verbreitet.
Die Erstbeschreibung wurde 1956 von Martín Cárdenas veröffentlicht. Ein nomenklatorisches Synonym ist Piptanthocereus comarapanus (Cárdenas) F.Ritter (1980).

## Nachweise